# Tetragnatha plena
Tetragnatha plena là một loài nhện trong họ Tetragnathidae.
Loài này thuộc chi Tetragnatha. Tetragnatha plena được Ralph Vary Chamberlin miêu tả năm 1924.